# Krevní skupina
Krevní skupina nebo přesněji krevní typ je popis vlastností červených krvinek jedince, resp. sacharidů a bílkovin na jejich buněčné membráně. Dvě nejdůležitější klasifikace pro popis lidských krevních skupin jsou AB0 a Rhesus faktor (Rh faktor).
Krevní skupina je určena antigeny na povrchu červených krvinek. Některé z antigenů jsou čisté bílkoviny, jiné jsou tvořeny bílkovinami s polysacharidy. Nepřítomnost některého z těchto znaků vede k přirozené produkci příslušných protilátek (viz níže).
Krevní transfuze neidentické krevní skupiny by vedla k okamžité imunologické reakci a shlukování a rozpadu krvinek darované krve. Darovaná krev by byla organismem odmítnuta a výsledný produkt chemické reakce by způsobil akutní zdravotní problémy, které by mohly vést až k hemolytické anémii, selhání ledvin, šoku a smrti. K roku 2020 uznává mezinárodní společnost krevní transfuze (ISBT) celkem 41 lidských krevních typů.

## Krevní typy AB0
Nejvýznamnější kritérium pro dělení krve do skupin je tzv. systém AB0. Lidská krev se dělí podle přítomnosti antigenů (aglutinogenů) A a B, pro každou skupinu je charakteristická určitá kombinace protilátek (aglutininů) vůči chybějícím antigenům:
- krev typu A, která obsahuje antigen A a protilátky anti-B
- krev typu B, která obsahuje antigen B a protilátky anti-A
- krev typu AB, která obsahuje antigeny A i B a neobsahuje protilátky anti-A ani anti-B
- krev typu 0, která neobsahuje antigeny A ani B a obsahuje protilátky anti-A i anti-B

Na světě je nejčastější krevní typ 0, ale v některých oblastech (například ve Švédsku a Norsku, ale také v České republice) je nejběžnější typ A. Typ AB je nejméně častý. Jsou popsána určitá regionální a rasová rozdělení lidské krve podle přítomnosti antigenů AB0 (např.). Zdroj  uvádí tento podíl krevních skupin: 45 % populace má skupinu A, 30–35 % skupinu 0, 15–20 % skupinu B a 5–7 % populace má krevní skupinu AB.
Přesný důvod, proč lidský organismus vytváří protilátky k antigenu, se kterým se nikdy nesetkal, není vědecky popsán. Vědci předpokládají, že určité bakteriální antigeny jsou stejné u glykoproteinů A i B a protilátky vytvořené proti těmto bakteriím reagují s krví cizího typu.
Antigeny AB0 se nevyskytují pouze na červených krvinkách, ale také v jiných tkáních (játra, ledviny, plíce). Mimo jiné také ovlivňují krvácení a srážení krve.

### Dědičnost
Krevní skupiny se dědí po obou rodičích. Typ krve je určen jediným genem se třemi alelami: i, IA a IB. Gen kóduje enzym glykosyltransferázu, který mění sacharidy antigenů na povrchu červených krvinek. Gen se nachází na krátkém rameni devátého chromozomu (9q34).
Alela IA odpovídá typu A, IB odpovídá typu B a i odpovídá typu 0. IA a IB jsou dominantní nad i, takže lidé s alelami ii mají typ 0, lidé s alelami IAIA nebo IAi mají typ A a lidé s alelami IBIB nebo IBi mají typ B. Lidé s alelami IAIB mají oba fenotypy, protože A a B jsou kodominantní. Proto je pro rodiče s krevním typem AB prakticky nemožné mít dítě s typem 0 (i když to není přímý důkaz toho, že dítě není jeho).
Evoluční biologové přijímají teorii, že alela IA se vyvinula první. Následovala alela i, k čemuž stačilo odstranění jediného nukleotidu, což zbývající nukleotidy posunulo. Jako poslední se objevila alela IB. Této chronologii také odpovídá zastoupení krevních typů ve světě. Je také konzistentní s obecně přijímanými přesuny populace a převládajícími krevními typy v různých částech světa. Například typ B je velmi častý v asijských populacích, ale ne příliš častý v evropských.
| Matka\Otec | 0    | A           | B           | AB       |
| ---------- | ---- | ----------- | ----------- | -------- |
| 0          | 0    | 0, A        | 0, B        | A, B     |
| A          | 0, A | 0, A        | 0, A, B, AB | A, B, AB |
| B          | 0, B | 0, A, B, AB | 0, B        | A, B, AB |
| AB         | A, B | A, B, AB    | A, B, AB    | A, B, AB |

|           |     |     | Otec |     |     |     |     |     |    |    |    |
| 0         | A   | A   | A    | B   | B   | B   | AB  | AB  |    |    |    |
| 0 0       | A 0 | A 0 | A A  | B 0 | B 0 | B B | A B | A B |    |    |    |
| M a t k a | 0   | 0   | 00   | A0  | 00  | A0  | B0  | 00  | B0 | A0 | B0 |
| M a t k a | A   | A 0 | A0   | AA  | A0  | AA  | AB  | A0  | AB | AA | AB |
| M a t k a | A   | A 0 | 00   | A0  | 00  | A0  | B0  | 00  | B0 | A0 | B0 |
| M a t k a | A   | A   | A0   | AA  | A0  | AA  | AB  | A0  | AB | AA | AB |
| M a t k a | B   | B 0 | B0   | AB  | B0  | AB  | BB  | B0  | BB | AB | BB |
| M a t k a | B   | B 0 | 00   | A0  | 00  | A0  | B0  | 00  | B0 | A0 | B0 |
| M a t k a | B   | B   | B0   | AB  | B0  | AB  | BB  | B0  | BB | AB | BB |
| M a t k a | AB  | A B | A0   | AA  | A0  | AA  | AB  | A0  | AB | AA | AB |
| M a t k a | AB  | A B | B0   | AB  | B0  | AB  | BB  | B0  | BB | AB | BB |

| | = | krevní typ potomka: 0 |
| | = | krevní typ potomka: A |
| | = | krevní typ potomka: B |
| | = | krevní typ potomka: AB |
| 00 | = | takový krevní typ, u kterého byly zděděny obě recesivní alely (0) a tak se i u jedince s tímto krevním typem projeví; jedinec s tímto krevním typem může potomkům další generace předat pouze recesivní alely 0 (jeho potomci tak mohou mít krevní typy pouze 00, A0 a B0). Takovýto krevní typ zapisujeme pouze dle jediné alely, a tedy 00 = 0. |
| A0, B0 | = | takový krevní typ, u kterého byla zděděna 1 dominantní alela (A nebo B) a 1 recesivní alela (0), přičemž u jedince s tímto krevním typem se recesivní alela vůči dominantní alele navenek neprojeví, avšak může být dále předávána potomkům další generace. Takovýto krevní typ zapisujeme pouze dle projevující se dominantní alely A nebo B.    |
| AA, BB | = | takový krevní typ, u kterého byly zděděny obě dominantní alely (A nebo B) stejného typu a tak se i u jedince s tímto krevním typem projeví; jedinec s tímto krevním typem může potomkům další generace předat pouze dominantní alely A nebo B. Takovýto krevní typ zapisujeme pouze dle jediné alely, a tedy AA = A a BB = B.                     |
| pozn.: V tabulce i legendě je použit zjednodušený zápis pro všechny 3 typy alel. Korektní zápis naleznete v tomto odstavci výše. |   | |

|    |   | 0 | 0 | A | A | A | A | B | B | B | B | AB | AB |
| 0  | 0 | A | 0 | A | A | B | 0 | B | B | A | B |    |    |
| 0  | 0 |   |   |   |   |   |   |   |   |   |   |    |    |
| 0  | 0 |   |   |   |   |   |   |   |   |   |   |    |    |
| A  | A |   |   |   |   |   |   |   |   |   |   |    |    |
| A  | 0 |   |   |   |   |   |   |   |   |   |   |    |    |
| A  | A |   |   |   |   |   |   |   |   |   |   |    |    |
| A  | A |   |   |   |   |   |   |   |   |   |   |    |    |
| B  | B |   |   |   |   |   |   |   |   |   |   |    |    |
| B  | 0 |   |   |   |   |   |   |   |   |   |   |    |    |
| B  | B |   |   |   |   |   |   |   |   |   |   |    |    |
| B  | B |   |   |   |   |   |   |   |   |   |   |    |    |
| AB | A |   |   |   |   |   |   |   |   |   |   |    |    |
| AB | B |   |   |   |   |   |   |   |   |   |   |    |    |

|  | = | krevní typ 0  |
|  | = | krevní typ A  |
|  | = | krevní typ B  |
|  | = | krevní typ AB |

### Historie objevu
Objev krevních skupin AB0 je všeobecně připisován vídeňskému vědci Karlu Landsteinerovi, který v roce 1901 objevil tři krevní skupiny A, B a C (dnešní A, B a 0). Za tento objev dostal roku 1930 Nobelovu cenu za fyziologii a lékařství. Ovšem roku 1921 americká lékařská komise dala přednost Janu Janskému, který sice krevní skupiny objevil později, ale na rozdíl od Landsteinera všechny 4.
Roku 1902 popsali rakouští vědci Alfred von Decastello a Adriano Sturli krevní skupinu AB jako „výjimku z Landsteinerova pravidla“.
Roku 1907 nezávisle na nich popsal český psychiatr Jan Janský čtvrtou krevní skupinu, která obsahuje znaky A i B. Janský používal označení skupin I, II, III a IV.
Nezávisle na Janském popsal roku 1910 čtyři krevní skupiny Američan William Lorenzo Moss. Použil také označení římskými číslicemi I–IV, ale v opačném pořadí než Janský.
Ve třicátých letech 20. století se sjednotilo označování krevních typů A, B, AB a 0 (podle označení Landsteinerova). V některých jazycích (mj. angličtině, španělštině nebo francouzštině) se používá zápis ABO s písmenem O (od slova old=starý), v jiných (např. v češtině, němčině nebo slovenštině) zápis AB0 s nulou. Světová zdravotnická organizace ve svých anglicky psaných materiálech používá zápis ABO.

## Rhesus (Rh) faktor
Druhý významný krevní typ rozlišující krev podle tzv. Rhesus faktoru (zkráceně Rh faktoru) byl popsán Karlem Landsteinerem a Alexanderem Wienerem roku 1940. Rh faktor je pojmenován podle makaků Macaca mulatta (anglicky Rhesus Macaque), u kterých jej Landsteiner a Wiener objevili.
Rh faktor je zapříčiněn skupinou zhruba 40 antigenů, ale nejvýznačnějších je pět antigenů uložených na třech genech:
- antigen C: genotypy CC nebo Cc
- antigen c: genotyp cc
- antigen D: genotypy DD nebo Dd
- antigen E: genotypy EE nebo Ee
- antigen e: genotyp ee

Nejsilnější je antigen D; pokud je antigen D přítomen na povrchu červených krvinek, označuje se krev jako Rh+, v opačném případě pak Rh−. Nejčastěji je označení Rh faktoru spojeno s typem AB0 a zapisuje se např. jako A−. Lidé s krví bez antigenu D nemohou přijímat krev Rh+, protože by si proti antigenu D vytvořili protilátky a darovanou krev by nepřijali – došlo by k hemolytické reakci.
Reakce na přítomnost antigenu D je příčinou tzv. hemolytické nemoci novorozenců. Ta se může projevit v těle matky s krví Rh−, která již porodila dítě s Rh+ otcem (a toto dítě mělo Rh+) nebo obdržela transfúzi krve Rh+. V jejím těle jsou již vytvořeny protilátky anti-D, které mohou ohrozit nový plod. Dříve neřešitelná situace (protože docházelo k úmrtím dalších dětí) se dnes řeší velice jednoduše injekčním podáním antiglobulinu matce po porodu. Děti s Rh+ narozené matce s Rh− pak mají po narození pouze menší komplikace ve formě novorozenecké žloutenky.

### Výskyt Rh faktoru v různých populacích
Genetické informace ovlivňující Rh faktor se liší podle populace. Níže uvedená tabulka zobrazuje předpokládanou četnost Rh typů krve založenou na výskytu příslušných genotypů v populaci.
| populace              | Rh(D)− | Rh(D)+ |
| --------------------- | ------ | ------ |
| evropský původ        | 16 %   | 84 %   |
| africký původ         | 0,9 %  | 99,1 % |
| neevropský, neafrický | 0,1 %  | 99,9 % |

Z dat vyplývá, že pro lidi s krví Rh− je riskantní cestovat do jiných částí světa, kde jsou zásoby krve Rh− jen malé (obzvláště ve východní Asii). Proto by měly transfúzní stanice v těchto oblastech podporovat dárce krve evropského původu.

## Statistický přehled
V české populaci je nejčastější krevní skupina A (45 % populace) dále skupina 0 (30–35 %), B (15–20 %) a AB (5–7 %). Zhruba 90 % české populace je Rh pozitivní, Rh+. V Evropě je to A (40 %), 0 (40 %), B (10 %) a AB (10 %). V Evropě je: Rh+ 84 % a Rh− 16 %.

## Možnosti krevní transfúze

Vliv krevní skupiny na kompatibilitu krve při transfúzi.

Při krevní transfúzi je životně důležité použít pouze krevní skupinu, která příjemce nepoškodí. Níže uvedená tabulka ukazuje povolené kombinace krve dárce a příjemce.
| dárce →                       | 0−                            | Ano        | Ano | Ano | Ano | Ano | Ano | Ano | Ano |
| dárce →                       | 0+                            | Ne         | Ano | Ne  | Ano | Ne  | Ano | Ne  | Ano |
| dárce →                       | B−                            | Ne         | Ne  | Ano | Ano | Ne  | Ne  | Ano | Ano |
| dárce →                       | B+                            | Ne         | Ne  | Ne  | Ano | Ne  | Ne  | Ne  | Ano |
| dárce →                       | A−                            | Ne         | Ne  | Ne  | Ne  | Ano | Ano | Ano | Ano |
| dárce →                       | A+                            | Ne         | Ne  | Ne  | Ne  | Ne  | Ano | Ne  | Ano |
| dárce →                       | AB−                           | Ne         | Ne  | Ne  | Ne  | Ne  | Ne  | Ano | Ano |
| dárce →                       | AB+                           | Ne         | Ne  | Ne  | Ne  | Ne  | Ne  | Ne  | Ano |
| kompatibilita krevních skupin | kompatibilita krevních skupin | 0−         | 0+  | B−  | B+  | A−  | A+  | AB− | AB+ |
| kompatibilita krevních skupin | kompatibilita krevních skupin | příjemce ↑ |     |     |     |     |     |     |     |

Tabulka názorně ukazuje, že příjemce s krví AB+ může obdržet krev jakéhokoliv dárce, proto se mu říká univerzální příjemce krve. Naopak krev skupiny 0− může být darována všem příjemcům, jde o univerzálního dárce krve.
Pozn.: Krví jsou zde míněny jen červené krvinky.

### Možnosti transfúze plazmy
| dárce →                              | 0                                    | Ano        | Ne  | Ne  | Ne  |
| dárce →                              | B                                    | Ano        | Ano | Ne  | Ne  |
| dárce →                              | A                                    | Ano        | Ne  | Ano | Ne  |
| dárce →                              | AB                                   | Ano        | Ano | Ano | Ano |
| kompatibilita krve pro přenos plazmy | kompatibilita krve pro přenos plazmy | 0          | B   | A   | AB  |
| kompatibilita krve pro přenos plazmy | kompatibilita krve pro přenos plazmy | příjemce ↑ |     |     |     |

Vliv krevní skupiny na kompatibilitu plazmy při transfúzi.

Kompatibilita základních krevních skupin pro přenos plazmy je přesně opačná než pro přenos krve.

## Další systémy krevních typů
Kromě výše uvedených dvou nejvýznačnějších krevních typů je popsáno kolem 50 dalších krevních typů. Jejich antigeny se vyskytují v krvi vedle antigenů AB0 a D – krev je tedy přesněji popsána např. jako A Rh− ccee K−.
- Diego pozitivní krev mají pouze některé skupiny obyvatel Východní Asie a američtí Indiáni
- Duffy negativní krev je částečně imunní vůči malárii
- Fisherův systém upřesňuje poměrně složitý Rh faktor, který může být zapříčiněn výskytem jednoho z tří genů C/c, D/d a E/e na chromozomu 1